# 鮮于善
鮮于善（韓語：선우선，1975年3月21日—），韓國女演員。

## 演出作品

### 電視劇
- 2004年：KBS《九尾狐外傳》
- 2009年：MBC《賢內助女王》飾演 恩小賢
- 2009年：SBS《耶誕節會下雪嗎》飾演 李雨靜
- 2010年：KBS《Drama Special—鄰家大嬸》飾演 尹美珠
- 2011年：KBS《重案組》飾演 全美淑
- 2013年：MBC《百年的遺產》飾演 嚴基玉
- 2015年：SBS《離婚律師戀愛中》飾演 具愛羅
- 2018年：MBC《生死決斷羅曼史》飾演 神經外科科長 張智妍
- 2025年：Netflix《槍口彼端》飾演 劉正泰的精神科醫師

### 電影
- 2003年：《我的老婆是大佬2》
- 2006年：《甜蜜的恐怖戀人》
- 2007年：《天行少年》
- 2007年：《越軌》
- 2009年：《奔跑的烏龜》
- 2009年：《田禹治》
- 2011年：《平壤城》
- 2012年：《超級明星》
- 2012年：《摩登家庭》
- 2014年：《荊棘》

### MV
- 2006年：F&F《I Miss You》
- 2007年：安信源《如果這是夢》
- 2009年：李賢《30分鐘前》
- 2009年：M TO M《心裡難受嗎》
- 2010年：閔庚勳《因為痛所以愛吧》

## 外部連結
- 官方网站
- 鮮于善的Naver人物页面 （页面存档备份，存于）